# Strjukowe (Beresiwka)
Strjukowe (ukrainisch Стрюкове; russisch Стрюково Strjukowo) ist ein Dorf im Osten der ukrainischen Oblast Odessa mit etwa 2000 Einwohnern (2001).
Die 1798 gegründete Ortschaft liegt an der Mündung der Schuriwka (Журівка) in den Tylihul 30 km südwestlich vom ehemaligen Rajonzentrum Mykolajiwka und 125 km nördlich vom Oblastzentrum Odessa. Im Dorf kreuzen sich die Territorialstraßen T–16–13 und T–16–23.
Am 12. Juni 2020 wurde das Dorf zum Zentrum der neugegründeten Landgemeinde Strjukowe (Petrowiriwska silska hromada). Zu dieser zählten auch noch die 9 in der untenstehenden Tabelle aufgelistetenen Dörfer, bis dahin bildete es zusammen mit den Dörfern Martyniwka, Schuriwka und Uspenka die gleichnamige Landratsgemeinde Strjukowe (Петровірівська сільська рада/Petrowiriwska silska rada) im Südwesten des Rajons Mykolajiwka.
Seit dem 17. Juli 2020 ist sie ein Teil des Rajons Beresiwka.
Folgende Orte sind neben dem Hauptort Strjukowe Teil der Gemeinde:
| Name                     | Name            | Name                                 |
| ukrainisch transkribiert | ukrainisch      | russisch                             |
| ------------------------ | --------------- | ------------------------------------ |
| Birjukowe                | Бірюкове        | Бирюково (Birjukowo)                 |
| Martyniwka               | Мартинівка      | Мартыновка (Martynowka)              |
| Nowa Hryhoriwka          | Нова Григорівка | Новая Григоровка (Nowaja Grigorowka) |
| Petriwka                 | Петрівка        | Петровка (Petrowka)                  |
| Schabelnyky              | Шабельники      | Шабельники (Schabelniki)             |
| Schewtschenka            | Шевченка        | Шевченко (Schewtschenko)             |
| Schukowe                 | Жукове          | Жуково (Schukowo)                    |
| Schuriwka                | Журівка         | Журовка (Schurowka)                  |
| Syrotynka                | Сиротинка       | Сиротинка (Sirotinka)                |
| Uspenka                  | Успенка         | Успенка                              |